# بالبوآ پاناما
بالبوآ پاناما (به انگلیسی: Panamanian balboa) (به زبان بومی: Balboa Panameña) با کد ایزوی PAB، یکای پول رایج در کشور پاناما است. مسئولیت کنترل این یکای پول برعهدهٔ بانک ملی پاناما قرار دارد.